# Google Sites
Google Sites é um wiki estruturado e uma ferramenta de criação de páginas da web incluída como parte do pacote gratuito de editores de documentos do Google baseado na web oferecido pelo Google. O serviço também inclui Google Docs, Google Sheets, Google Slides, Google Drawings, Google Forms e Google Keep. O Google Sites está disponível apenas como um aplicativo da web. O aplicativo permite que os usuários criem e editem arquivos online enquanto colaboram com outros usuários em tempo real.

## História
O Google Sites começou como JotSpot, o nome e o único produto de uma empresa de software que oferecia software social empresarial. Foi direcionado principalmente para pequenas e médias empresas. A empresa foi fundada por Joe Kraus e Graham Spencer, cofundadores da Excite.
Em fevereiro de 2006, a JotSpot foi nomeada parte do Business 2.0, "Next Net 25", e em maio de 2006, foi homenageada como uma das "15 Start-ups to Watch" da InfoWorld. Em outubro de 2006, o JotSpot foi adquirido pelo Google. O Google anunciou uma transição prolongada de dados de páginas da Web criadas usando o Google Page Creator (também conhecido como "Google Pages") para servidores do Google Sites em 2007. Em 28 de fevereiro de 2008, o Google Sites foi lançado usando a tecnologia JotSpot. O serviço era gratuito, mas os usuários precisavam de um nome de domínio, que o Google oferecia por US$ 10. No entanto, a partir de 21 de maio de 2008, o Google Sites ficou disponível gratuitamente, separadamente do Google Apps e sem a necessidade de um domínio.
Em junho de 2016, o Google apresentou uma reconstrução completa da plataforma do Google Sites, denominada Novo Google Sites, juntamente com o cronograma de transição do Google Sites clássico. O novo Google Sites não usa a tecnologia JotSpot.
Em agosto de 2020, o novo Google Sites tornou-se a opção padrão para criação de sites, enquanto em novembro de 2021, todos os sites feitos com o Google Sites clássico foram arquivados. 

## Censura
Após uma decisão de um tribunal regional turco em 2009, todas as páginas hospedadas no Google Sites foram bloqueadas na Turquia após a alegação de que uma das páginas continha um insulto ao fundador da Turquia, Mustafa Kemal Atatürk. Em 2012, o Tribunal Europeu de Direitos Humanos (CEDH) considerou o bloqueio uma violação do artigo 10 da Convenção Europeia de Direitos Humanos (Yildirim v Turquia, 2012). O bloqueio foi levantado em 2014.